# Bryobia pamirica
Bryobia pamirica är en spindeldjursart som beskrevs av P. Mitrofanov 1973. Bryobia pamirica ingår i släktet Bryobia och familjen Tetranychidae. Inga underarter finns listade.